# 聖雅各伯堂區教堂

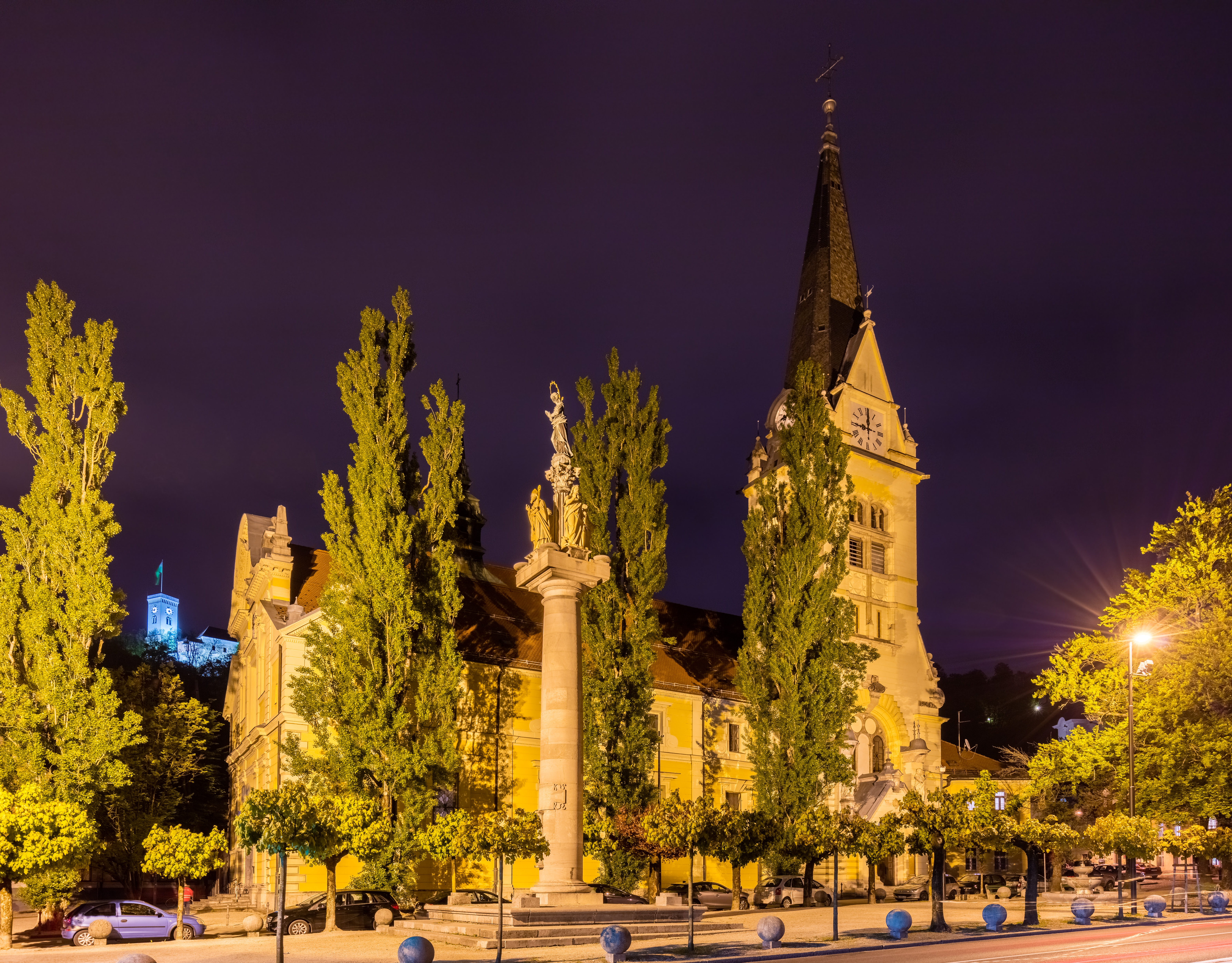
聖雅各伯堂區教堂

聖雅各伯堂區教堂是位於斯洛維尼亞首都盧比安納的一座教堂。教堂建築為巴洛克風格，修建於1613年至1615年。

## 外部連結
维基共享资源上的相關多媒體資源：聖雅各伯堂區教堂
46°2′46.25″N 14°30′26.38″E / 46.0461806°N 14.5073278°E